# Ashington
Ashington est une banlieue anglaise située à Newcastle-upon-Tyne dans le comté du Northumberland au nord du pays. En 2011, sa population était de 27 769 habitants.
Cette ville a été citée dans Supacell (en) (série Netflix), saison 1 épisode 6.

## Personnalités
- Jack Charlton, footballeur anglais
- Bobby Charlton, footballeur anglais
- Hugh Cairns
- Jackie Milburn, footballer anglais

## Traduction
- (en) Cet article est partiellement ou en totalité issu de l’article de Wikipédia en anglais intitulé « Ashington » (voir la liste des auteurs).